# Ultratop 50 Singles (Valônia)
Ultratop 50 Singles (anteriormente conhecida como Ultratop 40 Singles) é uma parada musical de vendas de singles na Valônia e Região de Bruxelas, na Bélgica. O equivalente em Flandres é a Ultratop 50. Assim como o UK Singles Chart, a Ultratop cria charts baseadas em vendas de CDs single e de downloads digitais.